# دهیدراتاسیون
دهیدراتاسیون یا کم‌آبی بدن (فرانسوی: Déshydratation) نوعی بیماری است که در فیزیولوژی و پزشکی به عنوان از دست دادن بیش از حد مایعات بدن تعریف شده‌است. در این‌گونه موارد، آب بدن بیمار به‌شدت از دست می‌رود که این مستلزم از دست رفتن مایعات و آب بدن از درون اندام‌ها و بافت‌ها، کم شدن آب بدن از پوست یا از غشاء مخاطی است.
در کل سه نوع دهیدراتاسیون وجود دارد: کم‌فشار (هیپوتونیک) یا کم‌سدیم (هیپوناترمیک) (در درجهٔ اول، از دست دادن الکترولیت و سدیم به‌طور خاص)، پرفشار (هیپرتونیک) یا پرسدیم (هیپرناترمیک) (در درجهٔ اول، از دست دادن آب) و هم‌فشار (ایزوتونیک) یا هم‌سدیم (ایزوناترمیک) (از دست دادن آب و الکترولیت‌ها به‌طور مساوی). دهیدراسیون در انسان، بیشتر از نوع هم‌فشار یا هم‌سدیم است.
دهیدراتاسیون خفیف با خوراندن آب و جلوگیری از از دست رفتن مایعات بدن رفع می‌شود.
در موارد شدیدتر، کم‌آبی با بازیابی آب و الکترولیت بدن رفع می‌شود، از طریق روش درمان خوراکی کم‌آبی (ORT) یا سرم‌درمانی. روش ORT کم‌دردتر، کم‌هزینه‌تر و در دسترس‌تر است. محلولی که در روش سرم‌درمانی به کار می‌رود باید ایزوتونیک (هم‌فشار) یا هیپوتونیک (کم‌فشار) باشد؛ تزریق آب خالی به درون رگ‌ها سبب تخریب گلبول‌های قرمز می‌شود.
اگر آب شیرین در دسترس نباشد، خوردن آب دریا یا الکل کم‌آبی بدن را شدیدتر خواهد کرد. برخی متخصصان، مصرف ادرار در شرایط اضطراری را تجویز کرده‌اند، اما برخی دیگر نه. طبق «کتابچهٔ راهنمای زنده‌ماندن» در آیین‌نامهٔ رزمی ارتش ایالات متحده ادرار در هیچ شرایطی نباید مصرف شود. مقدار کم سموم اوره و آمونیاک موجود در ادرار اندکی بر عملکرد کلی بدن تأثیر منفی می‌گذارد، که خود می‌تواند شانس زنده‌ماندن را در شرایط اضطراری کمتر کند. همچنین مقدار نمک موجود در ادرار نسبتاً زیاد است (بستگی به رژیم غذایی و شدت کم‌آبی بدن دارد) و در واقع ترکیبی مشابه آب دریا دارد که خود سبب دهیدراسیون بیشتر می‌شود. بحث دیگر تأثیر روانی و استرس انجام این عمل نامطبوع است، که خود سبب می‌شود بدن انرژی‌اش را صرف تولید آدرنالین و افزایش ضربان قلب کند که همهٔ این‌ها در شرایطی که شخص دنبال زنده ماندن است نامطلوب‌اند. همچنین ممکن است شخص استفراغ کند، که خود سبب از دست رفتن بیشتر آب بدن می‌شود.
در صورت عدم تأمین آب بدن از طریق تزریق یا آشامیدن، بیمار به شوک کم‌حجمی خون دچار می‌شود. کم‌آبی مزمن می‌تواند منجر به ایجاد سنگ کلیه و همچنین بروز بیماری مزمن کلیه شود.

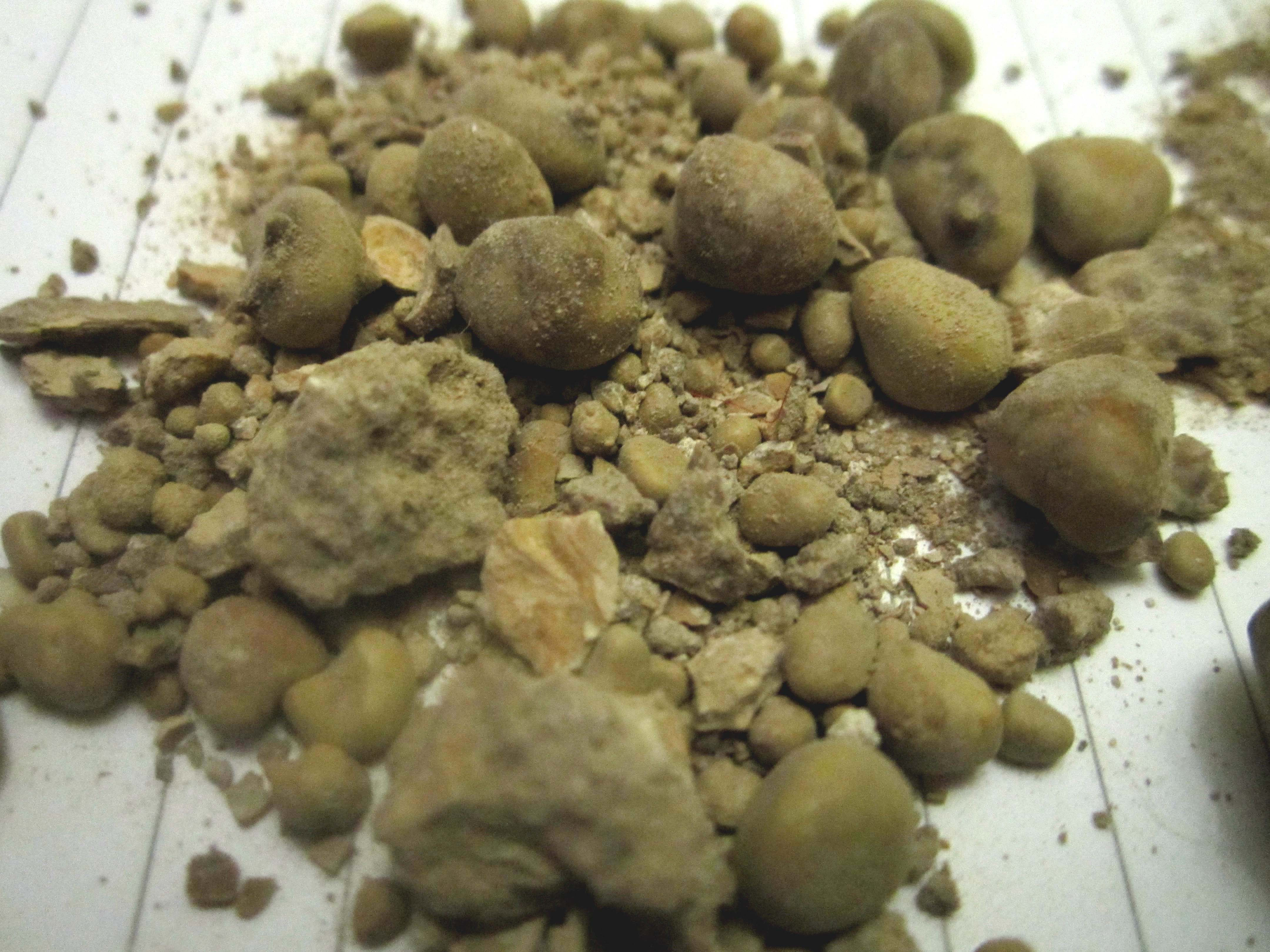
سنگ کلیه

کم‌آبی بدن سبب تشدید علائم سندرم ژیلبرت می‌شود.

## علائم و نشانه‌ها
نشانه‌های بارز کم‌آبی شامل تشنگی و تغییرات عصبی مانند سردرد، ناراحتی عمومی، کاهش اشتها، تهوع، کاهش حجم ادرار (مگر اینکه پرادراری علت کم‌آبی باشد)، گیجی، خستگی بی‌دلیل، کبودی ناخن‌ها و تشنج می‌باشند. علائم کم‌آبی با افزایش میزان کاهش آب بدن شدت می‌یابند. کاهش ۱ تا ۲ درصد از آب بدن، که به عنوان کم‌آبی خفیف در نظر گرفته می‌شود، عملکرد شناختی را مختل می‌کند. در حالی که در افراد بالای ۵۰ سال حس تشنگی با افزایش سن کاهش می‌یابد، مطالعه‌ای نشان داده است که بین میزان دریافت مایعات در جوانان و سالمندان تفاوتی وجود ندارد. بسیاری از سالمندان دارای علائم کم‌آبی هستند که شایع‌ترین آن‌ها خستگی است. کم‌آبی نقش مهمی در افزایش بیماری‌پذیری جمعیت سالمندان دارد، به‌ویژه در شرایطی که منجر به از دست دادن غیرمحسوس آب بدن می‌شود، مانند هوای گرم.

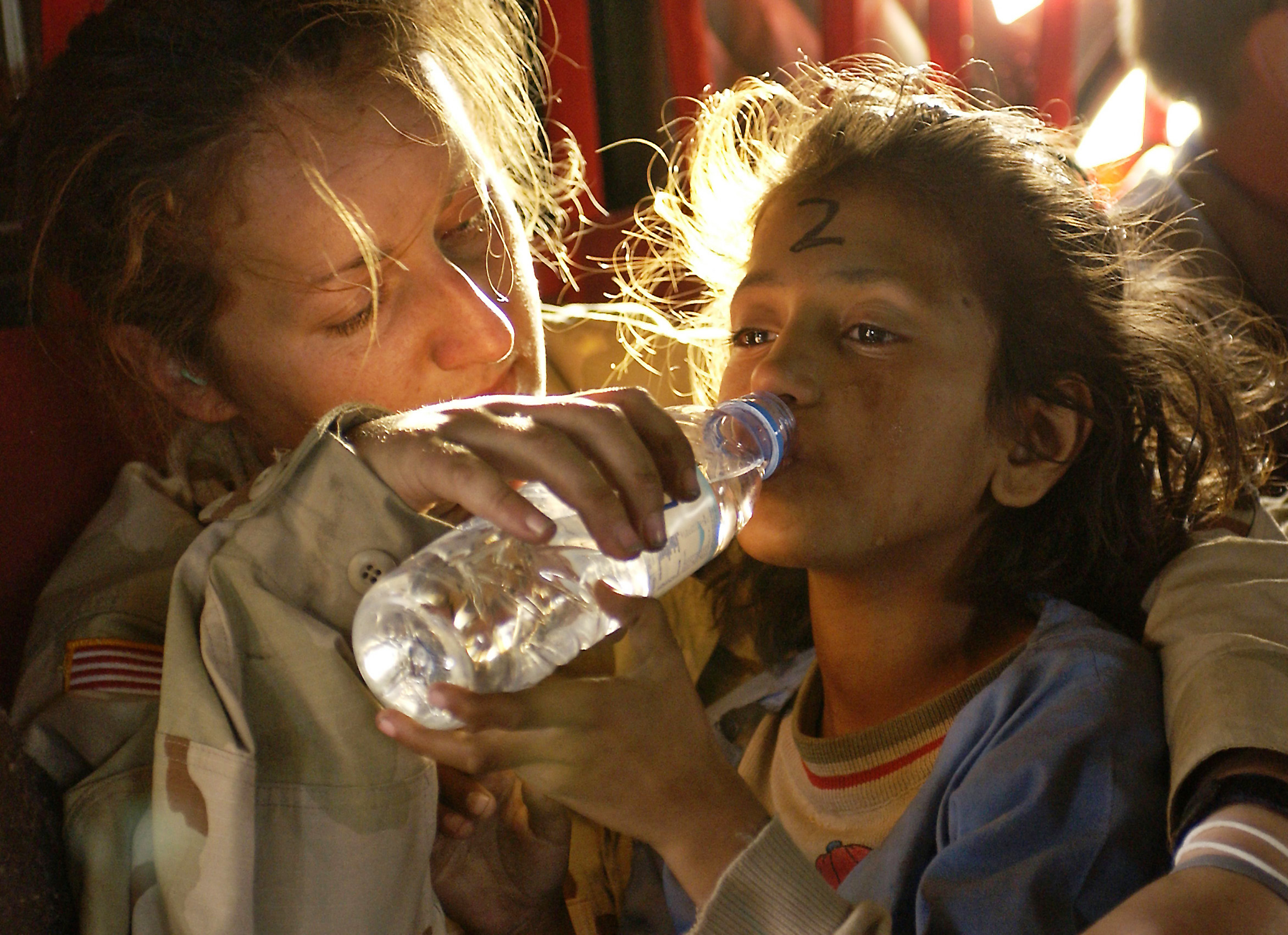
رفع عطش

## پیشگیری از کم آبی بدن
برای فعالیت‌های روزمره، احساس تشنگی معمولاً راهنمای کافی برای حفظ آب‌رسانی مناسب به بدن است. میزان حداقل مصرف آب در افراد مختلف بر اساس عواملی مانند وزن، میزان مصرف انرژی، سن، جنسیت، فعالیت بدنی، شرایط محیطی، رژیم غذایی و عوامل ژنتیکی متفاوت است.  در شرایطی مانند ورزش، قرار گرفتن در محیط‌های گرم یا کاهش واکنش بدن به تشنگی، ممکن است نیاز به مصرف آب بیشتری وجود داشته باشد.  در ورزشکاران هنگام رقابت، نوشیدن آب بر اساس احساس تشنگی باعث بهینه‌سازی عملکرد و افزایش ایمنی می‌شود، حتی اگر منجر به کاهش وزن شود. تا سال ۲۰۱۰، هیچ مطالعه علمی معتبری وجود نداشت که نشان دهد نوشیدن آب بیش از حد نیاز و جلوگیری از کاهش وزن حین ورزش، مزیتی نسبت به نوشیدن طبق احساس تشنگی دارد.
در هوای گرم یا مرطوب، یا در هنگام فعالیت بدنی شدید، از دست دادن آب بدن می‌تواند به‌طور چشمگیری افزایش یابد، زیرا انسان‌ها ظرفیت زیادی برای تعریق دارند که به‌طور گسترده‌ای متغیر است. میزان تعریق در سراسر بدن در مردان می‌تواند در حین ورزش‌های رقابتی از ۲ لیتر در ساعت فراتر رود، و در ورزش‌های کوتاه‌مدت با شدت بالا در هوای گرم، نرخ‌هایی بین ۳ تا ۴ لیتر در ساعت نیز مشاهده شده است.  زمانی که چنین مقادیر زیادی آب از طریق تعریق از دست می‌رود، الکترولیت‌ها—به‌ویژه سدیم—نیز همراه آن دفع می‌شوند. این از دست دادن سدیم می‌تواند منجر به اختلال در تعادل الکترولیتی بدن شود، که در صورت جبران نشدن، خطراتی برای عملکرد جسمی و سلامت کلی در پی خواهد داشت.

## پیش‌آگهی کم‌آبی بدن
پیش‌آگهی کم‌آبی به علت و شدت آن بستگی دارد. کم‌آبی خفیف معمولاً با آب‌رسانی خوراکی برطرف می‌شود. کم‌آبی مزمن، مانند مواردی که ناشی از مشاغل بدنی سنگین یا کاهش حس تشنگی باشد، می‌تواند منجر به بیماری مزمن کلیه شود. سالمندان مبتلا به کم‌آبی در معرض خطر بیشتری برای گیجی، عفونت‌های دستگاه ادراری، زمین‌خوردگی و حتی تأخیر در بهبود زخم‌ها هستند. در کودکان مبتلا به کم‌آبی خفیف تا متوسط، آب‌رسانی خوراکی برای بهبودی کامل کافی است.